# Vendéglő a világ végén
A Vendéglő a világ végén (The Restaurant at the End of the Universe) Douglas Adams Galaxis útikalauz stopposoknak-sorozatának második kötete. Alcíme: A teljesen pontatlanul elnevezett Galaxis-trilógia második része - Vacsora után pedig egy ital kíséretében megtekinthetik az Univerzum felrobbanását.
Van egy elmélet, miszerint, ha egyszer kiderülne, hogy mi is valóban az Univerzum, és mit keres itt egyáltalán, akkor azon nyomban megszűnne létezni, és valami más, még bizarrabb, még megmagyarázhatatlanabb dolog foglalná el a helyét

Van egy másik elmélet, amely szerint ez már be is következett.

## Történet
|  | Alább a cselekmény részletei következnek! |

Ford Arthurral, Zaphoddal, Trilliannel és Marvinnal az Univerzum Pereme Étterembe utaznak. Ebben a különleges vendéglőben a műsor minden este az Univerzum teljes pusztulása. Ford az egyik vendégben felismeri kedvencét, Pörkölt Desiatót, a Katasztrófasújtotta Terület plutóniumrock-együttes tagját is, de annak testőre elzavarja a rocksztár közeléből. A felejthetetlen vacsora és a világ pusztulásának látványa után Fordék az étterem parkolójába mennek, ahol Zaphod ellopja Pörkölt Desiato fekete űrhajóját. A szereplők ezzel utaznak tovább, de szerencsétlenségükre az űrhajó önmegsemmisítésre volt beprogramozva, így az hamarosan egy rockkoncert keretében a Kakrafoon bolygó napjába repült. Az utolsó pillanatban az űrhajó teleportjával elmenekülnek a hajóról, Ford és Arthur egy golgafrichami űrhajón kötöttek ki. A golgafrinchamiek meg akartak szabadulni a lakosságuk haszontalan részétől, ezért a fodrászokat, szóvivőket, közvélemény-kutatókat, telefonmosókat és a többi nélkülözhető polgárt hibernált állapotban átszállították Golgafrinchamről egy másik bolygóra, ahol űrhajójuk a rosszul sikerült landolás következtében teljesen tönkrement.
Ford és Arthur, akiknek sikerült túlélniük a szerencsétlenséget, eltávolodtak a golgafrinchamiektől és máshol vertek tábort. Ford tanácsára a hegyekbe indultak, hátha ott jelet kap Ford Szub-Éta Detekt-O-Métere. Az úton találkoznak egy horda ősemberrel, de nem tudnak szót érteni velük. Fordnak nem sikerült jelet fognia, viszont rájöttek, hogy a bolygó az őskori Föld, ahol Arthurral ottragadtak. Szabadulásukra öt évet kellett várniuk, mikor egy Chesterfield kanapé segítségével végre elmehettek.
|  | Itt a vége a cselekmény részletezésének! |

## Magyarul
- Vendéglő a világ végén; ford. Nagy Sándor; Móra, Bp., 1992 (A sci-fi mesterei)

## Folytatások
- Galaxis útikalauz stopposoknak (1. rész)
- Az élet, a világmindenség, meg minden (3. rész)
- Viszlát, és kösz a halakat! (4. rész)
- Jobbára ártalmatlan (5. rész)
- Ja, és még valami… (Eoin Colfer által írt hatodik rész)